# Argatroban
Argatroban es un medicamento que se utiliza para prevenir y tratar los coágulos sanguíneos en personas que padecen trombocitopenia inducida por heparina. También se puede utilizar en personas sometidas a intervención coronaria percutánea con HIT. Este medicamento se administra mediante inyección gradual en la vena.
Los efectos secundarios de este medicamento incluyen presión arterial baja, fiebre, diarrea, dificultad para respirar y dolor de cabeza; otros efectos secundarios pueden incluir sangrado. No debe utilizarse en personas con problemas hepáticos graves. La seguridad de este medicamento  durante el embarazo no está clara. Es un anticoagulante, específicamente un inhibidor directo de la trombina. 
Este medicamento fue aprobado para uso médico en los Estados Unidos en 2000. Está disponible como medicamento genérico. En el Reino Unido, 50 mg cuestan alrededor de 50 libras esterlinas a partir de 2021. Esta cantidad en Estados Unidos es de unos 110 dólares estadounidenses .